# Alpiner Nor-Am Cup 1984/85
Gesamt- und Disziplinenwertungen der Saison 1984/1985 des Alpinen Nor-Am Cups.

## Herren

### Gesamtwertung
| Rang | Name                | Land               | Punkte |
| ---- | ------------------- | ------------------ | ------ |
| 1    | Felix McGrath       | Vereinigte Staaten | 184    |
| 2    | Hubert Schweighofer | Österreich         | 177    |
| 3    | Gerhard Lieb        | Österreich         | 155    |

### Abfahrt
| Rang | Name          | Land               | Punkte |
| ---- | ------------- | ------------------ | ------ |
| 1    | Brian Stemmle | Kanada             | 79     |
| 2    | Andy Chambers | Vereinigte Staaten | 60     |
| 3    | Daniel Moar   | Kanada             | 40     |

### Riesenslalom
| Rang | Name                | Land       | Punkte |
| ---- | ------------------- | ---------- | ------ |
| 1    | Hubert Schweighofer | Österreich | 105    |
| 2    | Gerhard Lieb        | Österreich | 095    |
| 3    | Konrad Walk         | Österreich | 094    |

### Slalom
| Rang | Name          | Land               | Punkte |
| ---- | ------------- | ------------------ | ------ |
| 1    | Felix McGrath | Vereinigte Staaten | 120    |
| 2    | Dan Stripp    | Vereinigte Staaten | 076    |
| 3    | Cory Carlson  | Vereinigte Staaten | 073    |

## Damen

### Gesamtwertung
| Rang | Name                      | Land       | Punkte |
| ---- | ------------------------- | ---------- | ------ |
| 1    | Catharina Glassér-Bjerner | Schweden   | 160    |
| 2    | Ida Ladstätter            | Österreich | 140    |
| 3    | Monica Äijä               | Schweden   | 130    |

### Abfahrt
| Rang | Name           | Land               | Punkte |
| ---- | -------------- | ------------------ | ------ |
| 1    | Kellie Casey   | Kanada             | 55     |
| 2    | Sondra van Ert | Vereinigte Staaten | 47     |
| 3    | Pam Fletcher   | Vereinigte Staaten | 45     |

### Riesenslalom
| Rang | Name                      | Land     | Punkte |
| ---- | ------------------------- | -------- | ------ |
| 1    | Catharina Glassér-Bjerner | Schweden | 100    |
| 2    | Kerrin Lee                | Kanada   | 074    |
| 3    | Monica Äijä               | Schweden | 065    |

### Slalom
| Rang | Name           | Land       | Punkte |
| ---- | -------------- | ---------- | ------ |
| 1    | Ida Ladstätter | Österreich | 80     |
| 2    | Adelheid Gapp  | Österreich | 72     |
| 3    | Manuela Rüf    | Österreich | 65     |

## Belege
- Who Won What in 1984-85. In: Ski. October 1985, ISSN 0037-6159, S. 174.